# Episteme postnigra
Episteme postnigra là một loài bướm đêm trong họ Noctuidae.